# Josef Peter Hemmersbach
Josef Peter Hemmersbach (* 16. Januar 1879 in Wesseling; † 7. Oktober 1961 in Nürnberg) war ein deutscher Politiker (FDP).

## Leben und Beruf
Hemmersbach war ab 1898 als Werkzeugmacher bei den Siemens-Schuckertwerken in Nürnberg tätig. 1960 wurde ihm, als einem der ersten Preisträger, die Bürgermedaille der Stadt Nürnberg verliehen.

## Politik
Ab 1911 war Hemmersbach Ersatzmann für das Nürnberger Gemeindekollegium, danach Gemeindebevollmächtigter. Ab 1923 gehörte er dem Nürnberger Stadtrat an. 1946 wurde er in den Beirat der Stadt Nürnberg berufen, der nach dem Zweiten Weltkrieg als Ersatzgremium für den Stadtrat von der US-amerikanischen Militärregierung genehmigt wurde. Danach gehörte er bis 1956 erneut dem Nürnberger Stadtrat an. Im Herbst 1949 rückte er für den verstorbenen Fritz Linnert in den Bayerischen Landtag nach, dem er bis zum Ende der Wahlperiode rund ein Jahr später angehörte. Nach seinem Rückzug aus der Politik war er Ehrenvorsitzender der Nürnberger FDP.